# Lorenzo Insigne
Pour les articles homonymes, voir Insigne (homonymie).
Lorenzo Insigne, né le 4 juin 1991 à Frattamaggiore en Italie, est un footballeur international italien, jouant au poste d'attaquant.
Son frère cadet, Roberto, est également footballeur.

## Biographie

### Débuts à Naples (2010)
Formé par le grand club de sa province natale, le SSC Napoli, Insigne fait ses débuts professionnels lors d'une rencontre de Série A, le 24 janvier 2010 en entrant dans les dernières minutes à la place de Germán Denis lors d'un match contre Livourne.

### Période de prêts (2010-2012)
Quelques semaines plus tard, il est prêté au club de Cavese.
En 2010, il part pour la Lega Pro Prima Divisione et le club de l'US Foggia (copropriété), avec qui il inscrit en tout 19 buts sous les ordres de l'entraîneur tchèque Zdeněk Zeman. 
Le 8 juillet 2011, Insigne rejoint Zeman, acceptant un nouveau prêt en Série B au club du Delfino Pescara 1936.

### Explosion au Napoli (2012-2022)
Le 20 juillet 2012, Insigne s'illustre en marquant le but de la victoire face au Bayern Munich (3-2) en match amical à la 83e minute.
Le 16 septembre 2012, il marque son premier but avec le Napoli dans le championnat italien, contre Parme lors de la victoire 3-1 au Stade San Paolo.
Le 3 mai 2014, il marque un doublé en finale de Coppa face à l'ACF Fiorentina, à la 11e et 17e, qui donne le titre aux Napolitains,de Rafael Benitez. Avant le match, un supporter napolitain du nom de Ciro Esposito est assassiné par balle dans la ville par Daniele De Santis, un ultra de la Roma. Alors qu'il venait au secours d'un bus assiégé par des ultras de l'AS Roma. Ce bus comportait principalement des familles accompagnées d'enfants. La tension est devenue palpable, sans que la situation ne dégénère. Le match d'abord menacé par la manifestation ultrà du Napoli menace le coup d'envoi du match qui sera quand même donné après échange des revendications. C'est le premier trophée majeur remporté par Il Magnifico.
Le 4 octobre 2015, Insigne s'illustre lors d'un match de championnat face au Milan AC. Passeur décisif sur l'ouverture du score d'Allan, il marque ensuite deux buts dont un sur coup franc direct, et permet à son équipe de s'imposer par quatre buts à zéro.
Insigne est auteur d'une saison 2016-2017 remarquable avec 18 buts inscrits en championnat.
Il échoue avec Napoli à la deuxième place du championnat italien lors de la saison 2017-2018, à 4 petits points de la Juventus.
Le 17 juin 2020, Insigne soulève avec Napoli la Coppa Italia contre la Juventus (0-0, 4-2 tab). Il transforme le premier tir au but napolitain face à Gianluigi Buffon. C'est le second titre majeur remporté par l'italien en club.
Le 25 octobre 2020, il joue contre son frère Roberto lors du match Benevento - Napoli. Ce dernier ouvre le score et c'est Lorenzo qui égalise : les deux frères ont marqué pour deux équipes différentes lors du même match. La seule autre fois où un tel évènement se produisit dans l'histoire de la Serie A fut le 4 décembre 1949, lorsque István Nyers ouvrit le score pour l'Inter et Ferenc Nyers réduisit l'écart pour la Lazio.

### Toronto FC (2022-2025)
En fin de contrat avec le Napoli le 30 juin 2022, il s'engage librement au Toronto FC le 8 janvier 2022, en tant que joueur désigné. Il signe un contrat de quatre ans. Il terminera tout de même la saison 2021-2022 avec Naples.
Insigne inscrit son premier but pour le Toronto FC le 7 août 2022, à l'occasion d'une rencontre de MLS face au Nashville SC. Il est titularisé et participe à la victoire des siens (3-4 score final). Le 5 septembre 2022, Insigne réalise son premier doublé pour le club, face au CF Montréal. Titulaire, il ne peut empêcher la défaite de son équipe malgré ses deux buts.
Le club annonce la résiliation de son contrat avec un accord des deux parties le 1er juillet 2025.

### Carrière internationale
Il fait ses débuts avec l'équipe d'Italie espoirs le 6 octobre 2011, inscrivant un doublé lors d'une victoire 7-2 à l'extérieur contre le Liechtenstein.
Insigne honore sa première sélection avec l'équipe nationale d'Italie le 11 septembre 2012 contre Malte. Il entre en jeu à la place d'Alessandro Diamanti et son équipe s'impose par deux buts à zéro. Le 14 août 2013 il inscrit son premier but en sélection lors d'un match amical perdu face à l'Argentine.
Il est le plus petit joueur participant à l'Euro 2016 de football.
En mai 2021 figure dans une liste élargie de 33 joueurs, en vue de l'Euro 2020. Il est retenu dans la liste finale, parmi les 26 qui disputeront le tournoi,. Titulaire lors de la victoire (3 buts à 0) de l’Italie contre la Turquie au Stade olympique de Rome pour le match d’ouverture de l’Euro, il marque le troisième but,. Il récidive en inscrivant un second but dans la compétition lors du 1/4 de finale face à la Belgique. 
Le 11 juillet 2021, il remporte avec l'Italie l'Euro 2020 en battant l'Angleterre aux tirs au but. Lorenzo Insigne est auteur de deux buts dans cette compétition.

## Statistiques

### Générales
| Saison                | Club                   | Championnat           | Championnat | Championnat | Championnat | Coupe(s) nationale(s) | Coupe(s) nationale(s) | Coupe(s) nationale(s) | Compétition(s) continentale(s) | Compétition(s) continentale(s) | Compétition(s) continentale(s) | Compétition(s) continentale(s) | Italie | Italie | Italie | Total | Total | Total |
| Saison                | Club                   | Division              | M.          | B.          | P.d.        | M.                    | B.                    | P.d.                  | Comp.                          | M.                             | B.                             | P.d.                           | M.     | B.     | P.d.   | M.    | B.    | P.d.  |
| 2009-2010             | SSC Naples             | Serie A               | 1           | 0           | 0           | 0                     | 0                     | 0                     | -                              | -                              | -                              | -                              | -      | -      | -      | 1     | 0     | 0     |
| 2012-2013             | SSC Naples             | Serie A               | 37          | 5           | 7           | 1                     | 0                     | 0                     | C3                             | 5                              | 0                              | 1                              | 1      | 0      | 0      | 44    | 5     | 8     |
| 2013-2014             | SSC Naples             | Serie A               | 36          | 3           | 6           | 5                     | 3                     | 0                     | C1+C3                          | 6+4                            | 2+1                            | 1+0                            | 5      | 1      | 1      | 56    | 10    | 8     |
| 2014-2015             | SSC Naples             | Serie A               | 20          | 2           | 3           | 1                     | 0                     | 0                     | C1+C3                          | 2+5                            | 0                              | 0+3                            | -      | -      | -      | 28    | 2     | 6     |
| 2015-2016             | SSC Naples             | Serie A               | 37          | 12          | 10          | 0                     | 0                     | 0                     | C3                             | 5                              | 1                              | 1                              | 6      | 1      | 0      | 48    | 14    | 11    |
| 2016-2017             | SSC Naples             | Serie A               | 37          | 18          | 9           | 4                     | 1                     | 3                     | C1                             | 8                              | 1                              | 0                              | 4      | 1      | 1      | 53    | 21    | 13    |
| 2017-2018             | SSC Naples             | Serie A               | 37          | 8           | 11          | 2                     | 1                     | 0                     | C1+C3                          | 7+2                            | 4+1                            | 0                              | 10     | 1      | 0      | 58    | 15    | 11    |
| 2018-2019             | SSC Naples             | Serie A               | 28          | 10          | 6           | 2                     | 0                     | 0                     | C1+C3                          | 6+5                            | 3+1                            | 0                              | 6      | 2      | 1      | 47    | 16    | 7     |
| 2019-2020             | SSC Naples             | Serie A               | 37          | 8           | 6           | 4                     | 3                     | 0                     | C1                             | 5                              | 2                              | 1                              | 2      | 2      | 0      | 48    | 15    | 7     |
| 2020-2021             | SSC Naples             | Serie A               | 35          | 19          | 8           | 5                     | 0                     | 0                     | C3                             | 8                              | 0                              | 2                              | 12     | 2      | 5      | 60    | 21    | 15    |
| 2021-2022             | SSC Naples             | Serie A               | 31          | 11          | 8           | 0                     | 0                     | 0                     | C3                             | 5                              | 2                              | 1                              | 7      | 0      | 1      | 43    | 13    | 10    |
| Sous-total            | Sous-total             | Sous-total            | 336         | 96          | 74          | 24                    | 8                     | 3                     | -                              | 73                             | 18                             | 10                             | 54     | 10     | 9      | 487   | 132   | 96    |
| 2009-2010             | Cavese 1919 (prêt)     | Serie C               | 10          | 0           | 0           | 0                     | 0                     | 0                     | -                              | -                              | -                              | -                              | -      | -      | -      | 10    | 0     | 0     |
| 2010-2011             | US Foggia (prêt)       | Serie C               | 33          | 19          | 1           | 7                     | 7                     | 0                     | -                              | -                              | -                              | -                              | -      | -      | -      | 40    | 26    | 1     |
| 2011-2012             | Delfino Pescara (prêt) | Serie B               | 37          | 18          | 14          | 1                     | 2                     | 0                     | -                              | -                              | -                              | -                              | -      | -      | -      | 38    | 20    | 14    |
| Sous-total            | Sous-total             | Sous-total            | 80          | 37          | 15          | 8                     | 9                     | 0                     | -                              | 0                              | 0                              | 0                              | 0      | 0      | 0      | 88    | 46    | 15    |
| 2022                  | Toronto FC             | MLS                   | 11          | 6           | 2           | 1                     | 0                     | 0                     | -                              | -                              | -                              | -                              | -      | -      | -      | 12    | 6     | 2     |
| 2023                  | Toronto FC             | MLS                   | 20          | 4           | 4           | 1                     | 1                     | 0                     | -                              | -                              | -                              | -                              | -      | -      | -      | 21    | 5     | 4     |
| Sous-total            | Sous-total             | Sous-total            | 22          | 9           | 4           | 2                     | 1                     | 0                     | -                              | 0                              | 0                              | 0                              | 0      | 0      | 0      | 24    | 10    | 4     |
| Total sur la carrière | Total sur la carrière  | Total sur la carrière | 447         | 137         | 95          | 34                    | 18                    | 3                     | -                              | 73                             | 18                             | 10                             | 54     | 10     | 9      | 608   | 183   | 117   |

### Buts internationaux
| Buts internationaux de Lorenzo Insigne | Buts internationaux de Lorenzo Insigne | Buts internationaux de Lorenzo Insigne         | Buts internationaux de Lorenzo Insigne | Buts internationaux de Lorenzo Insigne | Buts internationaux de Lorenzo Insigne | Buts internationaux de Lorenzo Insigne     |
| 0                                      | Date                                   | Lieu                                           | Adversaire                             | Score                                  | Résultats                              | Compétitions                               |
| -------------------------------------- | -------------------------------------- | ---------------------------------------------- | -------------------------------------- | -------------------------------------- | -------------------------------------- | ------------------------------------------ |
| 1er                                    | 14 août 2013                           | Stadio Olimpico, Rome, Italie                  | Argentine                              | 1 - 2                                  | D 1 - 2                                | Amical                                     |
| 2e                                     | 24 mars 2016                           | Dacia Arena, Udine, Italie                     | Espagne                                | 1 - 0                                  | N 1 - 1                                | Amical                                     |
| 3e                                     | 11 juin 2017                           | Dacia Arena, Udine, Italie                     | Liechtenstein                          | 1 - 0                                  | V 5 - 0                                | Éliminatoires Coupe du monde 2018          |
| 4e                                     | 27 mars 2018                           | Stade de Wembley, Wembley, Angleterre          | Angleterre                             | 1 - 1                                  | N 1 - 1                                | Amical                                     |
| 5e                                     | 8 juin 2019                            | Stade olympique d'Athènes, Athènes, Grèce      | Grèce                                  | 0 - 2                                  | V 0 - 3                                | Éliminatoires du Championnat d'Europe 2020 |
| 6e                                     | 11 juin 2019                           | Allianz Stadium, Turin, Italie                 | Bosnie-Herzégovine                     | 1 - 1                                  | V 2 - 1                                | Éliminatoires du Championnat d'Europe 2020 |
| 7e                                     | 15 novembre 2019                       | Stade Bilino Polje, Zenica, Bosnie-Herzégovine | Bosnie-Herzégovine                     | 0 - 2                                  | V 0 - 3                                | Éliminatoires du Championnat d'Europe 2020 |
| 8e                                     | 4 juin 2021                            | Stade Renato-Dall'Ara, Bologne, Italie         | Tchéquie                               | 3 - 0                                  | V 4 - 0                                | Amical                                     |
| 9e                                     | 11 juin 2021                           | Stade olympique de Rome, Rome, Italie          | Turquie                                | 0 - 3                                  | V 0 - 3                                | Euro 2020                                  |
| 10e                                    | 2 juillet 2021                         | Allianz Arena, Munich, Allemagne               | Belgique                               | 0 - 2                                  | V 1 - 2                                | Euro 2020                                  |

## Palmarès
|  |  | Pescara - Serie B - Champion : 2012 |  | SSC Naples - Serie A - Vice-champion : 2013, 2016, 2018 et 2019 - Joueur du mois de mars 2021 - Coupe d'Italie - Vainqueur : 2014 et 2020 - Supercoupe d'Italie - Vainqueur : 2014 |  | Italie - Championnat d'Europe - Vainqueur : 2021 |

## Vie privée
Lorenzo Insigne a épousé Genoveffa « Jenny » Darone le 31 décembre 2012 à Frattaminore. Le couple a deux fils, Carmine et Christian, nés respectivement en 2013 et 2015.